# Metaponto
Denna artikel behandlar den moderna staden. För den antika staden, se Metapontum.
Metaponto är en stad i kommunen Bernalda i provinsen Matera i regionen Basilicata i Italien. Staden är liten, den hade år 2010 uppskattningsvis 1 000 invånare, men invånarantalet ökar under sommaren. Staden är framför allt känd för lämningarna efter den grekiska staden Metapontum.

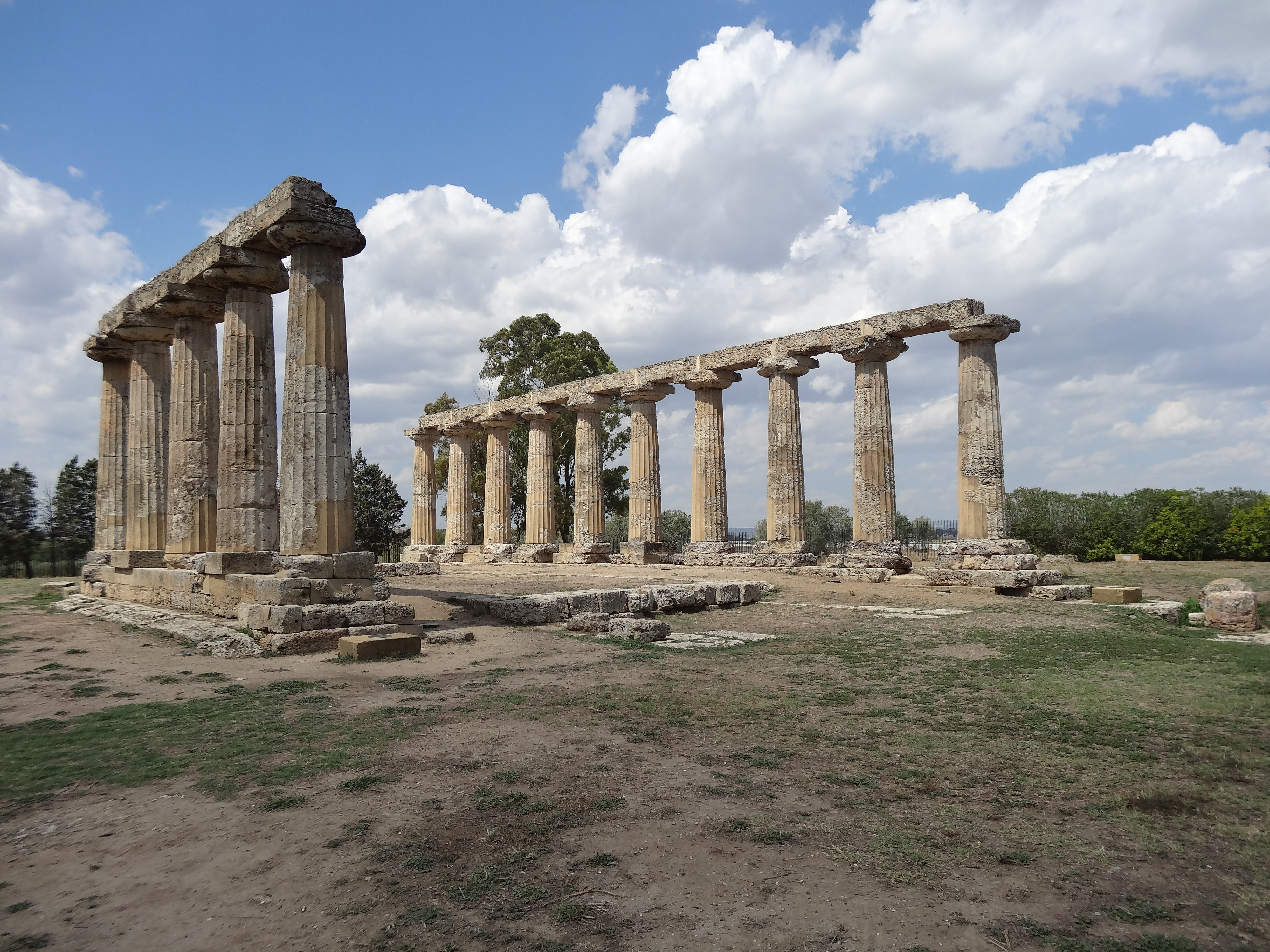
Tempel tillägnat Hera i Metapontum.

Metapontum grundades som en grekisk koloni under slutet av sjuhundratalet f.Kr. En orsak till att staden grundlades var att bromsa staden Tarantos expansion. Metapontum blev snart en av de allra viktigaste städerna i Magna Graecia. Metapontum var en av de kolonier som kom att få enotrierna att flytta från kusten.